# Тургенево (Белогорский район)
Турге́нево (до 1948 года Комзе́т; укр. Тургенєве, крымскотат. Turgenevo, Тургенево) — село в Белогорском районе Республики Крым, входит в состав Новожиловского сельского поселения (согласно административно-территориальному делению Украины — Новожиловского сельского совета Автономной Республики Крым).

## Население
| 2001 | 2014 |
| ---- | ---- |
| 355  | ↘316 |

Всеукраинская перепись 2001 года показала следующее распределение по носителям языка
| Язык             | %     |
| ---------------- | ----- |
| крымскотатарский | 47,32 |
| русский          | 35,21 |
| украинский       | 4,51  |
| белорусский      | 2,82  |
| другие           | 0,28  |

### Динамика численности
- 1989 год — 405 человек[10].
- 2001 год — 355 человек.
- 2009 год — 348 человек[11].
- 2014 год — 316 человек[12].

## Современное состояние
На 2017 год в Тургенево числится четыре улицы; на 2009 год, по данным сельсовета, село занимало площадь 66,4 гектара на которой, в 100 дворах, проживало 348 человек. В селе действуют сельский клуб, фельдшерско-акушерский пункт. Тургенево связано автобусным сообщением с Симферополем и соседними населёнными пунктами.

## География
Тургенево — село на крайнем северо-западе района, на границе с Красногвардейским районом, в степной зоне Крыма, высота над уровнем моря — 108 м. Соседние сёла: Колодезное Красногвардейского района в 4 км восточнее, Анновка — 5 км на северо-восток, и Новожиловка в 8 км на юго-запад. Расстояние до райцентра — около 46 км (по шоссе), до ближайшей железнодорожной станции Элеваторная — примерно 16 км. Транспортное сообщение осуществляется по региональной автодороге 35Н-111 Анновка — Зуя (по украинской классификации — С-0-10335).

## История
Село возникло, видимо, в 1930-х годах, так как в Списке населённых пунктов Крымской АССР по Всесоюзной переписи 17 декабря 1926 года поселение с названием Комзет ещё не значится, а на карте 1938 года уже обозначено, как довольно крупное село. Основано, как еврейское поселение в рамках программы КомЗЕТа (Комитет по земельному устройству еврейских трудящихся), откуда и получило название. Постановлением КрымЦИКа «О реорганизации сети районов Крымской АССР» от 15 сентября 1930 года, был вновь создан Биюк-Онларский район (с 1944 года — Октябрьский район), теперь как немецкий национальный, куда включили Комзет.
После освобождения Крыма от фашистов в апреле, 12 августа 1944 года было принято постановление № ГОКО-6372с «О переселении колхозников в районы Крыма» и в сентябре 1944 года в район приехали первые новоселы (57 семей) из Винницкой и Киевской областей, а в начале 1950-х годов последовала вторая волна переселенцев из различных областей Украины. 
С 25 июня 1946 года Комзет в составе Крымской области РСФСР. Указом Президиума Верховного Совета РСФСР от 18 мая 1948 года, Комзета переименовали в Тургенево. 26 апреля 1954 года Крымская область была передана из состава РСФСР в состав УССР. Время включения в Колодезянский сельсовет пока не установлено: на 15 июня 1960 года село уже числилось в его составе. Указом Президиума Верховного Совета УССР «Об укрупнении сельских районов Крымской области», от 30 декабря 1962 года Октябрьский район упразднили и Тургенево присоединили к Бахчисарайскому району, а с 1 января 1965 года, указом Президиума ВС УССР «О внесении изменений в административное районирование УССР — по Крымской области», включили в состав Белогорского. 
По данным переписи 1989 года в селе проживало 405 человек. С 12 февраля 1991 года село в восстановленной Крымской АССР, 26 февраля 1992 года переименованной в Автономную Республику Крым. 
С 21 марта 2014 года — в составе Республики Крым России.